# 31st Union
31st Union est un studio de développement de jeux vidéo de 2K Games basé à San Mateo, en Californie. Il a été fondé en février 2019, en étant provisoirement nommé 2K Silicon Valley, sous la direction du cofondateur de Sledgehammer Games, Michael Condrey. 

## Histoire
2K a annoncé en février 2020 que le studio était officiellement nommé 31st Union, faisant référence au faite que la Californie était le 31e État à rejoindre les États-Unis,. Condrey a déclaré dans l'annonce que les idéaux du studio reflétaient la diversité de l'esprit de la Californie dans la représentation artistique et culturelle. Condrey s'était engagé à établir la culture de ce studio sur sa fondation, l'appelant "une toile propre", et a souligné l'importance de la diversité dans le processus créatif. En plus de la nouvelle image de marque, 2K a également annoncé son intention d'ouvrir un deuxième studio pour la 31st Union en Espagne. 
Le studio actuel de la Silicon Valley, en plus de Condrey, comprend plusieurs anciens développeurs de Sledgehammer Games. Le studio, à partir de février 2020, travaillait sur une "nouvelle IP ambitieuse et inspirée",  et qui devait être révélée d'ici 2020, selon 2K,. 